# Nigerees honkbalteam

Vlag van Niger.

Het Nigerees honkbalteam is het nationale honkbalteam van Niger. Het team vertegenwoordigt Niger tijdens internationale wedstrijden. Het Nigerees honkbalteam hoort bij de Afrikaanse Honkbal & Softbal Associatie (AHSA) en moet niet verward worden met het Nigeriaans honkbalteam, het nationale honkbalteam van Nigeria.